# Акутаґава Рюноске
Акутаґа́ва Рюно́ске (*1 березня 1892 — †24 липня 1927) — японський письменник періодів Мейдзі і Тайсьо.

## Біографія

### Дитинство
Акутаґава Рюноске народився 1 березня 1892 року в Токіо. Його початковим прізвищем було Сінбара. Батько майбутнього письменника торгував молоком, мав власні пасовища на околиці Токіо. Мати належала до родини Акутаґава, в якій згодом виховувався знаменитий письменник: звідси і прізвище. Рюноске з'явився на світ, коли батькові було сорок два роки, а матері — тридцять три. За давнім японським звичаєм, якщо дитина народилася, коли батькам було за тридцять років, то це вважалось поганою прикметою для дитини. Тому батьки зробили вигляд, ніби хлопчика їм підкинули, і віддали його на виховання в будинок старшої сестри матері, яка хоча і була у шлюбі, але дітей не мала. Згодом мати хлопця тяжко захворіла, втративши глузд через смерть старшої дочки, тому його виховували у домі дядька матері, де згодом Рюноске всиновили.

### Освіта
У 1910 році майбутній письменник закінчив токійську муніципальну середню школу. Був серед найкращих учнів. Це спонукало до вивчення англійської літератури у Першому коледжі на літературному відділенні.
Рюноске закінчив кафедру англійської літератури Токійського університету. Заняття не були для нього надто цікавими й він їх перестає відвідувати. В університеті він видавав разом із товаришами аматорський журнал «Течія нових думок», розвиваючи літературну течію «неореалізм».

### Літературна кар'єра
Після закінчення університету в грудні 1916 року Акутаґава отримує посаду викладача англійської мови в Військово-морській школі. Своє життя в ці роки згодом він опише в циклі новел про вчителя Ясукіті — чесну, але дещо непутящу людину, яка потрапляє в різні кумедні історії.
У 1916 році новела Акутаґави «Ніс» отримала дуже гарну оцінку від авторитетного письменника Нацуме Сосекі, завдяки чому молодий автор стрімко увійшов до літературного світу Японії.
Багато критиків поява перших оповідань відносять до часу, коли Акутаґава перебував в душевній депресії через любовну історію, що мала трагічний кінець. Це породило бажання відвернутися від дійсності, зануритися в світ старовини.
Акутаґава став майстром оповідань і повістей, в яких у саркастичному стилі він описував людський егоїзм та марноту життя. Інтелектуальні пошуки письменника привели його до написання автобіографічного твору «Півжиття Дайдодзі Сінсуке» (1925). Він цікавився реалістичною пролетарською літературою, але висловлював збентеженість радикальними лівацькими ідеями. У збірках «Расьомон» (1917), «Тютюн і диявол» (1917), «Ляльковод» (1919) значне місце займають проблеми моралі, релігії, взаємовідносин між життям та мистецтвом. Для новел останнього періоду (двадцяті роки) дедалі більше характерними стають критика мілітаризму («Генерал», 1922; «Момотаро», 1924) та сучасного авторові суспільства.

### Самогубство
Після написання повісті «Каппа» (1927; в українському перекладі — «У країні водяників»), а також заповітних творів «Хаґурума» та «Життя ідіота» Акутаґава вкоротив собі віку 24 липня 1927, прийнявши смертельну дозу вероналу. Його самогубство шокувало друзів і знайомих, але не стало для них несподіванкою.

## Впливи
Дослідники звертають увагу на вплив Достоєвського на творчість Рюноске.

## Пам'ять
Творчість Акутаґави мала величезний вплив на пізнішу японську літературу.
У 1935 році, в пам'ять про загиблого письменника, японський драматург Кікуті Кан заснував Премію імені Акутаґави, призначену для підтримки молодих талантів у японській літературі. Двічі на рік проводився відбір творів, найкращі з яких друкувалися у журналі «Весни та осені літературного мистецтва». Першим лауреатом став Ісікава Тацудзо. За кількістю художніх перекладів Акутаґава займає одне з перших місць серед японських письменників.

## Основні твори
| Рік  | Японська назва                                                  | Українська назва                 |
| ---- | --------------------------------------------------------------- | -------------------------------- |
| 1914 | 老年 Ронен                                                      | Старість                         |
| 1915 | 羅生門 Расьомон                                                 | Расьомон                         |
| 1916 | 鼻 Хана                                                         | Ніс                              |
| 1916 | 芋粥 Імоґаю                                                     | Бататова каша                    |
| 1916 | 煙草と悪魔 Табако то акума                                      | Тютюн і диявол                   |
| 1917 | 戯作三昧 Ґесакудзанмай                                          | Зачитуючись оповіданнями         |
| 1918 | 蜘蛛の糸 Кумо но іто                                            | Павутинка                        |
| 1918 | 地獄変 Дзіґокухен                                               | Муки пекельні                    |
| 1918 | 邪宗門 Дзясюмон                                                 | Погани                           |
| 1919 | 魔術 Мадзюцу                                                    | Чаклунство                       |
| 1920 | 南京の基督 Нанкун но Кірісуто                                   | Нанкінський Христос              |
| 1920 | 杜子春 То Сісюн                                                 | Ду Цзичунь                       |
| 1920 | アグニの神 Аґуні но камі                                        | Бог Аґуні                        |
| 1921 | 藪の中 Ябу но нака                                              | У чагарнику                      |
| 1922 | トロッコ Торокко                                                | Вагонетка                        |
| 1927 | 玄鶴山房 Ґенкан санбо                                           | Кабінет Ґенкана                  |
| 1927 | 侏儒の言葉 Сюдзю но котоба                                      | Слова пігмея                     |
| 1927 | 文芸的な、あまりに文芸的な Бунґейтекі-на, амарі ні бунґейтекіна | Літературне, занадто літературне |
| 1927 | 河童 Каппа                                                      | У країні водяників               |
| 1927 | 歯車 Хаґурума                                                   | Зубчасті колеса                  |
| 1927 | 或る阿呆の一生 Ару ахо но іссьо                                 | Життя ідіота                     |
| 1927 | 西方の人 Сейхо но хіто                                          | Західна людина                   |

## Переклади

### Зарубіжні переклади
На білоруську мову «Брама Росьомон», «Павутинку» та «Ніс» переклав Володимир Шатон. На російську мову твори Рюносуке перекладали Володимир Гривнін, Аркадій Стругацький, Наталія Фельдман-Конрад. На чеську мову твори письменника перекладали Власта Гільська і Ян Левора.

### Українські переклади Акутаґави
Перша публікація Акутаґави з'явилася в Україні в перекладі Івана Дзюба. Це було оповідання «Мандарини», опубліковане «Літературною Україною» 21 березня 1969 року. Оповідання «Павутинка», сценка «Три скарби» та оповідання «Жаби» в його ж таки перекладі були надруковані в сьомому числі часопису «Всесвіт» за 1970 рік.
Через рік збірка новел Акутаґави вийшла як одинадцятий випуск серії «Зарубіжна новела» (зміст цієї збірки див. у статті про цю серію).
Останнім часом вийшло ще кілька збірок цього автора.
- Акутаґава Рюноске. Павутинка. Вибрані новели. Львів: Піраміда, 2006, 228 с. Переклав з японської І. П. Дзюб. ISBN 966-8522-71-0. Книжка вийшла в рамках проекту «Приватна колекція» та увійшла до серії «Майстри українського перекладу». Зміст:
  - Расьомон
  - Ніс
  - Хусточка
  - Жаби
  - Павутинка
  - Муки пекельні
  - Новочасне вбивство
  - Мандарини
  - Свято хризантем
  - Нанкінський Христос
  - У чагарнику
  - Генерал
  - Усмішка богів
  - Три скарби
  - Вагонетка
  - Сад
  - Панна Ронокумія
  - Уклін
  - Грудка землі
  - Дивовижний острів
  - Любовний роман (або «Кохання — понад усе»)
  - У країні водяників
  - Життя ідіота
- Акутаґава Рюноске. Усмішка богів. Вибрані новели. Львів: Піраміда, 2008, 216 с. Переклав з японської І. П. Дзюб. ISBN 978-966-441-068-4. Книжка також вийшла в рамках проекту «Приватна колекція» та увійшла до серії «Майстри українського перекладу». Зміст:
  - Бататова каша
  - Тютюн і диявол
  - Доля
  - Mensura Zoili
  - Один день у житті Оісі Кураноске
  - Нерозділене кохання
  - Учитель Морі
  - Новочасний чоловік
  - Дракон
  - Сумнів
  - Осінь
  - Тінь
  - Підкидьок
  - Усмішка богів
  - Повість про віддяку за добро
  - Десятиєнова банкнота
  - Оселя Ґенкаку
  - Зубчасті колеса
- Акутаґава Рюноске. Брама Расьомон. Новели, есеї. Харків: Фоліо, 2009, 512 с. Переклав з російської В. С. Бойко. ISBN 978-966-03-4526-3 (книжка виходила в кількох різних палітурках; кожне таке видання має окремий ISBN, але склад збірки і навіть пагінація ідентичні). Книжка увійшла до серії «Бібліотека світової літератури». Зміст: